# Østerport (metrostation)
Østerport is een ondergronds metrostation in de Deense hoofdstad Kopenhagen, dat op 29 september 2019 werd geopend als onderdeel van de ringlijn. 

## Geschiedenis
Op 3 januari 1996 besloot Kopenhagen tot de aanleg van een automatische metro om de stad te verbinden met nieuwe woonwijken en bedrijfsterreinen die op Amager zouden worden opgetrokken. Deze zogeheten Ørestadsbanen kreeg Nørreport als eindpunt in de stad. In 1998 gingen de tunnelboormachines aan de slag en al snel werden plannen voorgelegd voor meer metrolijnen in de stad, met onder meer een metrostation bij spoorwegstation Østerport dat zou worden bediend door de ringlijn (M3) en de noord-zuidlijn (M4). De uitwerking van de plannen betekende voor beide lijnen aanpassingen van het tracé waarmee Østerport het noordelijkste station werd van het deel van de ringlijn dat door M3 en M4 gemeenschappelijk gebruikt wordt. Het tracébesluit werd in december 2005 genomen, de financiering werd op 1 juni 2007 door het parlement goedgekeurd en de aanleg van de ringlijn begon in 2009 met een geschatte bouwtijd van 9 jaar. De opening van de lijn werd een aantal keren uitgesteld, M3 werd uiteindelijk geopend op 29 september 2019 en de diensten van de M4 begonnen op 28 maart 2020.    

## Ligging en inrichting
Het station ligt ondergronds ten noordwesten van het gelijknamige spoorwegstation aan de Oslo Plads en is gebouwd volgens het standaardontwerp van de metro van Kopenhagen. De ondergrondse verdeelhal heeft twee toegangen, een met roltrappen, een lift en een vaste trap naast de gevel van het station en een met lift en trap bij het kruispunt Stockholmsgade/Dag Hammerskjöld Allé.  
Omdat het standaardontwerp op de eerste twee metrolijnen betekende dat de ondergrondse stations voor reizigers onherkenbaar bleken, werd voor de stations van M3 en M4 gekozen voor een eigen wandbekleding en afwerking per station. Voor de overstappunten op het spoorwegnet werd gekozen voor DSB-rode wandpanelen, die dan ook zijn toegepast in Østerport. 
Ten zuiden van het station lopen de tunnelbuizen in een boog naar Marmorkirken waarbij de buis voor de metro's naar het zuiden onder die van de tegenliggers duikt.  Aan de andere kant lopen de tunnelbuizen onder de Dag Hammerskjöld Allé naar de noordelijke splitsing van de lijnen M3 en M4 onder het noord einde van de Sortedams Sø. De middelste sporen lopen ten noordwesten van de splitsing naar Trianglen aan de M3, de buitenste sporen worden gebruikt door de M4 van en naar Nordhavn. 
København H   · Rådhuspladsen · Gammel Strand · Kongens Nytorv · Marmorkirken · Østerport   · Trianglen · Poul Henningsens Plads · Vibenshus Runddel · Skjolds Plads · Nørrebro  · Nørrebros Runddel · Nuuks Plads · Aksel Møllers Have · Frederiksberg · Frederiksberg Allé · Enghave Plads · København H →
København Syd  · Mozarts Plads · Sluseholmen · Enghave Brygge · Havneholmen · København H   · Rådhuspladsen · Gammel Strand · Kongens Nytorv · Marmorkirken · Østerport   · Nordhavn  · Orientkaj